# GUNDAM LEGACY
『GUNDAM LEGACY』（ガンダムレガシー）は、作画・夏元雅人、シナリオ・スタジオオルフェの漫画作品。
角川書店の漫画雑誌『ガンダムエース』にて2004年8月号から2009年4月号まで休載を挟みながら連載された。

## 作品解説
一年戦争を中心に、宇宙世紀全般の物事を描いた一話完結、もしくは複数話構成のオムニバス作品となっている。
登場人物の出典はアニメーション、文字設定、ゲーム、オリジナルと幅広いが、シナリオをバンダイのガンダムゲーム作品に携わったスタジオオルフェが担当しているためか、ゲームオリジナルキャラクターが多く出演しているのが特徴的である。
2005年12月号から2008年12月号にかけて長期休載となった。休載の理由は発表されていないが、スタジオオルフェの千葉智宏によるとシナリオは既に最終回分まで納品されており、後は夏元が描くだけの状態であったとのこと。その夏元は2006年から2008年まで講談社の『週刊ヤングマガジン』誌で『CHILL』を連載していたことから、少なくとも身体上の理由等の「物理的に漫画が描けない」状況ではなかったようだ。

## 登場人物

### オリジナルキャラ
マックス・ブロア
episode 08で登場した連邦軍の少尉。ジミー・ウィルとは同じポートモレスビー生まれの親友。ポートモレスビー解放作戦に参加し、母艦を沈められてクランシーの部隊に合流した後にブーフハイムの気化弾頭使用を阻止すべく、ジミーと共にコア・ファイターで奮戦し、気化弾頭撃墜に成功する。
撃墜後にジオンの捕虜となるが、「敵ながら勇敢な連邦兵士の遺体を水葬する」という計らいで釈放、クランシーへの「ポートモレスビーの酒場で会いたい」という伝言を預かる。
episode 14で大尉に昇格。ハルツーム基地のジム改のパイロットとして再登場した。
ジミー・ウィル
episode 08で登場した連邦軍の少尉。マックス・ブロアとは同じポートモレスビー生まれの親友。婚約者のアンジェリーナがいる街を守るべく、マックスと共に奮戦するが、ドップの攻撃にコア・ファイターが被弾、戦死する。
実はアンジェリーナはジオンによる制圧戦に巻き込まれて死亡していたのだが、マックスはそれを言い出せなかった。作戦終了後、コア・ファイターの残骸から回収されたアンジェリーナの写真はジミーが散った海に墓標代わりに投げ入れられた。
クランシー少佐
episode 08で登場した連邦軍の少佐。フレガートの艦長。人道を重んじる実直な軍人であり、無茶な作戦を強行するブーフハイムと袂を分かち、銃殺を覚悟で友軍の気化弾頭使用を阻止すべくジオンにも一時休戦を申し入れる。
街を守るという共通目的のために停戦を申し入れた彼の姿勢は潜水部隊の指揮官からも好感を持たれ、「ポートモレスビーの酒場で飲みたい」と言う伝言をマックスは預かる。
ブーフハイム中佐
episode 08で登場した連邦軍の中佐。アナンタの艦長。典型的な地球至上主義であり、スペースノイド抹殺のために南極条約に抵触しない気化弾頭でポートモレスビーをジオン軍諸共消し去ろうとする。ゴッグ隊によって艦隊が壊滅した後も作戦を強行したためにクランシー達の離反を招き、気化弾頭を発射するも自身は浸水するアナンタで圧死する。
シュルツ・ノーマン
連邦軍ハルツームの基地司令。ティターンズに気化弾頭を送ろうとしたが、運悪くそれがジオン残党の手に渡り、全てを隠蔽しようとするが失敗し、査問委員会に召喚される。その後、失脚したと思われる。
トクシマ
episode 12で登場した連邦軍の少尉。ノエルとミユのシミュレーションバトルで、ノエルチームの一員として参加した。乗機は装甲強化型ジム。
episode 15では、中尉に昇格。ティターンズの一員としてフォルド、エイガーと同じ隊に所属していた。
漫画『機動戦士ガンダム戦記 Lost War Chronicles』の劇中、マットから訓練を受けていた新兵と同一人物と思われる。バンダイのガンダムゲーム作品を手がけたベックの徳島雅彦がモデル。

### 他作品より
アニメーション作品
- レビル
- 黒い三連星
- ガデム
- デザート・ロンメル

文字設定
- リド・ウォルフ

ゲーム作品
- ユウ・カジマ
- ゲラート・シュマイザー
- エイガー
- マレット・サンギーヌ
- リリア・フローベール
- フォルド・ロムフェロー
- マット・ヒーリィ
- メイ・カーウィン

- ジェイク・ガンス
- ノエル・アンダーソン
- ミユ・タキザワ
- ケン・ビーダーシュタット
- ニッキ・ロベルト
- シャルロッテ・ヘープナー
- レンチェフ
- ソフィ・フラン

## 各話リスト
雑誌連載時とコミックス収録時では一部順番が入れ替わっている。episodeは連載時、recordはコミックスでの順番。
episode 01（1巻record 01） ルウムの影と光
『機動戦士ガンダム』の前日譚として設定にあったルウム戦役を舞台としたエピソード。
黒い三連星の手で捕虜となったレビル将軍がジオンより救出され、「ジオンに兵なし」演説を行うまでの経緯を描く。
episode 02（1巻record 02） 蒼き宇宙の彼方に
『機動戦士ガンダム外伝 THE BLUE DESTINY』の後日譚で、主人公はユウ・カジマ。
宇宙世紀0093年、第二次ネオ・ジオン抗争が勃発し、一年戦争を戦い抜いたユウは連邦軍のパイロットとして戦場に居た。終わることの無い戦乱に苦悩する中、アクシズは地球へと落下を始めてしまう。部下の制止を振り切り、ユウは一人落下するアクシズへ向かう。そこで彼が見たものとは…。
（1巻record 03） 狼の紋章―ゲラート・シュマイザー少佐手記より―
『ジオニックフロント 機動戦士ガンダム0079』の関連作で、主人公はゲラート・シュマイザー。
宇宙世紀0079年、キャリフォルニアベースで味方の宇宙脱出を援護していた「闇夜のフェンリル隊」。そこにエイガー少尉の駆るガンダム6号機・マドロックが来援、激闘に…。
なお、当エピソードは『GUNDAM LEGACY』ではなく、元は2004年「ガンダムゲームエース vol.2」に掲載された読み切り作品を収録したものである。
episode 03（1巻record 04） 落日の群狼
『ジオニックフロント 機動戦士ガンダム0079』『機動戦士ガンダムΖΖ』の関連作で、主人公はゲラート・シュマイザー、デザート・ロンメル。
宇宙世紀0079年12月、キャリフォルニアベースを脱出したゲラート率いる「闇夜のフェンリル隊」。アフリカの大地でデザート・ロンメルと合流するも、基地は連邦軍の大部隊に包囲されてしまう。地球連邦とジオン共和国の間に休戦協定が結ばれたため投降勧告が行なわれ、さらに本国からザビ家全員の死が報告される。混乱の中、ゲラートは部下達に出撃準備を下す。
episode 04（1巻record 05） 砂上の陽炎
episode 03の後編。
投降勧告は連邦の策略だとしてロンメルは部隊を出撃させる。「闇夜のフェンリル隊」もそれに従い出撃。しかし、連邦軍の戦い方に必死さが無いことから、ゲラートはジオンの敗北を悟る。撤退命令を下すロンメルに、フェンリル隊は支援のため基地に残ると申し出る。
episode 05（1巻record 06） 盟友
テレビ版『機動戦士ガンダム』第3話に登場したガデムの過去編。
『MS ERA 0001〜0080 ガンダム戦場写真集』で設定のあった「ジオンが公国化するのに一枚岩ではなかったであろう」との推測から設定された公国化反対運動とその武力鎮圧を描く。
一年戦争開戦前、モビルスーツの登場によりジオンでは独立の機運が高まっていた。ザクIのパイロット・ガデムはサイド3のコロニーの一つ「キンツェム」に派遣されることになった。ガデムは嫌な予感がした。そこには彼の盟友ゴードンが帰郷していたのだから…。
episode 06（2巻record 07） ジャブローの邂逅
『機動戦士ガンダム外伝 宇宙、閃光の果てに…』『ジオニックフロント 機動戦士ガンダム0079』の関連作で主人公はエイガー、フォルド・ロムフェロー、ルース・カッセル。
連邦軍本部ジャブロー。ここでは様々な人物が出会い、そして別れていった。エイガー、フォルド、ルースの三人もその中の一人だ。ガンダム6号機のシミュレーションを受けるフォルドだが、戦争をゲーム感覚で捕らえている彼にエイガーは釘を刺す。頭にきたフォルドをルースがなだめる。そういった他愛も無い出来事だった。そして、宇宙世紀0079年11月末、運命の日が訪れ、それぞれの戦いが始まる。
episode 07（2巻record 08） 部隊（チーム）
『機動戦士ガンダム外伝 宇宙、閃光の果てに…』で敵として登場したマレット小隊の結成秘話。
宇宙世紀0079年、一年戦争末期。ユイマン、ギュスター、リリアの3人はマレットを隊長とする「グラナダ特戦隊」発足のため、月面のグラナダ基地へ向かっていた。一方、グラナダにはペズン基地から届く予定であるアクト・ザクの到着が遅いと苛立つマレットの姿があった。その彼の元へ隊員3人が同乗する輸送艦が連邦軍艦隊からの攻撃を受けているとの一報が入る。
episode 08（2巻record 10） 奪還作戦（前編）
主人公は連邦軍の戦闘機パイロットであるマックス・ブロア、ジミー・ウィル。
宇宙世紀0079年3月、マックス少尉とジミー少尉の故郷でもある所属していたポートモレスビー基地はジオンに占領された。同年5月末、空軍から海軍航空部隊に転属された彼らはポートモレスビー基地奪還作戦の一員として参加していた。作戦は開始され、連邦軍の優位かと思われたが…。
episode 09（2巻record 11） 奪還作戦（後編）
ジオン公国の新型水中用MSの攻撃により艦隊のほとんどを失ってしまったが、艦隊司令のブーフハイム中佐はこのまま作戦を継続するという。こちらには切り札がある、と。その切り札とは一体…。
episode 10（3巻record 13） 踊る黒い死神
主人公は『機動戦士ガンダム 戦略戦術大図鑑 一年戦争全記録』で設定のあった、連邦軍のエースパイロット「黒い死神」リド・ウォルフ。
舞台は宇宙世紀0079年12月。地球連邦軍アフリカ方面軍第6駐屯基地。戦闘機からMSパイロットに転向したリド・ウォルフであったが、未だMSの操縦に慣れず敵の一機も撃墜できない日々を送っていた。そんな中、敵の攻撃によって上官のビンス隊長は戦死し基地は壊滅寸前に陥る。リドは乗機の量産型ガンキャノンを自分のパーソナルカラーである黒に塗り替えていた。自分のミスで隊長を死なせてしまった。だからこそ本物の死神になるのだと…。
episode 11（2巻record 09） リトル・ウォーズ 〜ある小さな戦い〜
『機動戦士Ζガンダム』で設定のあった、少年による自作ジュニアモビルスーツ大会を舞台とした物語。
episode 12（2巻record 12） オーガスタの一番暑い日
『機動戦士ガンダム戦記 Lost War Chronicles』『機動戦士ガンダム外伝 宇宙、閃光の果てに…』に登場した、連邦軍オペレーターのノエル・アンダーソン、ミユ・タキザワが共演。
舞台は宇宙世紀0082年、北米オーガスタ基地。基地内のプールでノエルは、新兵の特別研修のために配属されたミユに出会う。会話が進むうちに二人は口論となり、模擬戦でどちらが優秀なオペレーターか勝負することに。二人の勝敗、そして、女の戦いに巻き込まれた6名のパイロットの運命やいかに?
episode 13（3巻record 14） reunion at the borderline
『機動戦士ガンダム戦記 Lost War Chronicles』の後日譚で主人公はメイ・カーウィン、マット・ヒーリィ。本episodeから最終回まで連続ストーリーとなっており、これまでに登場したキャラクターが多数登場する。
宇宙世紀0084年4月30日。月のエアーズ市近郊で大規模な争乱が勃発。それに乗じ、ジオン残党が人質を取り工場に立てこもるが、訓練中のティターンズ部隊によって早々に鎮圧されてしまう。一方、人質となっていたメイは、残党軍に参加していた戦友ジェイクによって拉致されかけるが、メイの安全の確保を依頼されたと語る者によって救出される。彼はかつて戦場で対峙したことがあるマットだった…。
なお、2009年1月号での連載再開時には、大幅な加筆と新規書下ろしを加えて再掲載されている。
episode14（3巻record 15） countdown to the destruction
episode 06の後日談的要素もある。
「闇夜のフェンリル隊」の残党が入手した「大量殺戮兵器（気化弾頭）」の使用を阻止すべく、地球に降りたケン・ビーダーシュタット。マックス・ブロア大尉率いるアフリカ方面連邦軍部隊と共同作戦を取り阻止を図るが…。
episode 16（3巻record 16） thing to cause a new battle
気化弾頭はマレット隊の残党の手に渡ってしまう。目的はサイド3・ジオン共和国に対するテロ活動。マット・ヒーリィは情報をティターンズのフォルドとエイガーに伝える。その頃、気化弾頭を積んだ兵器「シルバー・ランス」が発進しようとしていた…。
episode17（3巻record 17） inherited the legcy
本作品の最終回。
サイド3のダグラス・ローデン少将は対シルバー・ランス防衛態勢を取る。一方、ティターンズの対応に嫌気が差したフォルドは、部隊を抜けエイガーや部下と共にマットの元へ集う。彼の理念である「誰も死なせることなく」あくまで機能停止に全力を注ぐが…。
なお、コミックスではフォルドとエイガーに関して加筆されている。

## 単行本
1. 2008年12月26日刊行　ISBN 978-4-04-713790-5
2. 2009年2月26日刊行　ISBN 978-4-04-715163-5
3. 2009年4月25日刊行　ISBN 978-4-04-715181-9